# Puerto de San Vicente
Puerto de San Vicente település Spanyolországban, Toledo tartományban. Puerto de San Vicente Alía, Mohedas de la Jara, El Campillo de la Jara és Sevilleja de la Jara községekkel határos. Lakosainak száma 147 fő (2024).

## Népesség
A település népessége az utóbbi években az alábbiak szerint változott:
| Lakosok száma | 269  | 285  | 245  | 210  | 256  | 202  | 174  | 161  | 140  | 147  |
|               | 2001 | 2004 | 2007 | 2009 | 2011 | 2014 | 2016 | 2018 | 2022 | 2024 |